# Diego González Samaniego
Diego González Samaniego (falecido a 22 de dezembro de 1611) foi um prelado católico romano que serviu como bispo de Mondoñedo (1599–1611).

## Biografia
No dia 1 de fevereiro de 1599, Diego González Samaniego foi escolhido pelo Rei da Espanha e confirmado pelo Papa Clemente VIII como Bispo de Mondoñedo. A 11 de julho de 1599, foi consagrado por Juan Alonso Moscoso, Bispo de León com Gonzalo Gutiérrez Montilla, Bispo de Oviedo, e Juan Zarzola, Bispo de Astorga, servindo como co-consagradores. Serviu como Bispo de Mondoñedo até à sua morte no dia 22 de dezembro de 1611. Enquanto bispo, serviu como co-consagrador principal de Francisco Terrones del Caño, Bispo de Tui (1601).